# Orkan Okan
Orkan Okan ist ein deutscher Bildungs- und Gesundheitswissenschaftler. Er ist Professor für Gesundheitskompetenz an der TUM School of Medicine and Health, Department of Health and Sport Sciences der Technischen Universität München. Seine Forschungsschwerpunkte liegen in den Bereichen Gesundheitskompetenz und Gesundheitsförderung im Kindes- und Jugendalter.

## Werdegang
Orkan Okan ließ sich in den Jahren von 2001 bis 2003 in Duisburg zum Fachinformatiker mit der Fachrichtung Anwendungsentwicklung ausbilden. Er absolvierte an der Universität Duisburg-Essen das Lehramtsstudium, das er im Jahr 2014 mit dem 1. Staatsexamen für das Lehramt an Grundschulen abschloss. 
Von 2015 bis 2021 war Orkan Okan als wissenschaftlicher Mitarbeiter an der Fakultät für Erziehungswissenschaft, AG Sozialisation sowie am Interdisziplinären Zentrum für Gesundheitskompetenzforschung der Universität Bielefeld tätig. 2020 wurde er dort mit einer Arbeit zur Gesundheitskompetenz im Kindes- und Jugendalter zum Dr. phil. promoviert.
Orkan Okan leitet seit November 2021 die Professur für Gesundheitskompetenz an der Fakultät für Sport- und Gesundheitswissenschaften der Technischen Universität München.
Seit 2023 ist er Leiter des dort neu etablierten WHO Kollaborationszentrum für Health Literacy.

## Funktionen und Mitgliedschaften
Orkan Okan ist in zahlreichen nationalen und internationalen Fachgesellschaften und Forschergruppen tätig. Seit 2019 ist er Mitglied der Global Working Group on Health Literacy (IUHPE GWG-HL) der International Union for Health Promotion and Education (IUHPE). 2020 war er an der Gründung der Allianz Gesundheitskompetenz und Schule  sowie des Global Health Literacy Research Network (GLOBHL) beteiligt. 2022 wurde er zum Vorsitzenden der Working Group on Health Literacy der European Public Health Association (EUPHA) ernannt und 2024 zum Präsidenten der Health Literacy Section der EUPHA. Von 2022 bis 2024 fungiert er als Vizepräsident der International Health Literacy Association (IHLA), in der er von 2025 bis 2027 das Amt des Präsidenten übernehmen wird. Im November 2024 wurde Orkan Okan in den Vorstand des Deutschen Netzwerks Gesundheitskompetenz DNGK gewählt.

## Veröffentlichungen (Auswahl)
- O. Okan, U. Bauer, D. Levin-Zamir, P. Pinheiro, K. Sørensen (Hrsg.): International Handbook of Health Literacy. Policy Press, Bristol 2019, ISBN 978-1-447-34453-7
- O. Okan, L. Paakkari, J. Aagaard-Hansen, M. Weber, V. Barnekow: Health literacy in the context of health, well-being and learning outcomes – the case of children and adolescents in schools. World Health Organization. Kopenhagen, Regional Office for Europe 2021. WHO/EURO:2021-2846-42604-59268
- L.A. Saboga-Nunes, U.H. Bittlingmayer, Orkan Okan, D. Sahrai (Hrsg.): New Approaches to Health Literacy: Linking Different Perspectives. Wiesbaden, Springer Fachmedien 2021. ISBN 978-3-658-30909-1
- K. Rathmann, K. Dadaczynski, O. Okan, M. Messer (Hrsg.): Gesundheitskompetenz. Springer Reference Pflege – Therapie – Gesundheit. Springer, Berlin, Heidelberg 2023. ISBN 978-3-662-67055-2